# Тимофеев, Лев Михайлович
Тимофе́ев Лев Миха́йлович (род. 8 сентября 1936 года) — российский писатель, журналист, учёный-экономист и общественный деятель, диссидент.

## Биография
Родился 8 сентября 1936 года в Ленинграде. Отец – инженер, мать – медработник (медсестра, фельдшер). С 1943 года после эвакуации и возвращения отца из блокадного Лениграда жил с родителями в Москве. В 1953 году окончил среднюю школу № 23 на Усачевке. В 1958 году окончил Московский институт внешней торговли (в том же году ставший экономическим факультетом МГИМО). В 1958-1961 годах работал в портах Новороссийска, Находки, Сахалина как инспектор внешнеторговых операций. В 1961 году был призван в армию, лейтенант, военный переводчик (англ. яз.). С 1963 года после выхода в отставку работал как журналист-фрилансер для ряда московских газет и журналов, в штате комсомольского журнала «Молодой коммунист» (1974—1978), в журнале «В мире книг» (1978—1980). Будучи автором неподцензурных произведений и понимая угрозу ареста, уволился, чтобы не подвергать опасности товарищей по работе. Частный репетитор по литературе и русскому языку (1980—1985). В марте 1985 года арестован. За свои произведения, распространявшиеся в самиздате, опубликованные за границей и передававшиеся радиостанциями «Свобода», «Голос Америки» и др., приговорен по ст. 70 УК РСФСР («Антисоветская агитация и пропаганда») к 6 годам лагерей и 5 годам ссылки. Отбывал наказание в лагере «Пермь-36». Вместе с большой группой политзаключенных помилован и освобожден из лагеря в феврале 1987 года. Впоследствии занимался литературным трудом и научной работой. С 1996 по 2012 год завлабораторией, а впоследствии директор Центра по изучению нелегальной экономической деятельности (РГГУ). В 2024-25 гг. прошёл курс специальной подготовки, получил диплом психолога-практика и открыл свой виртуальный Кабинет психологической помощи.

## Литературная работа
Первые стихи опубликованы в журнале «Юность» в 1964 г. Впоследствии стихи, очерки, рассказы публиковались в различных литературно-художественных журналах в СССР, а с 1980 г. и за рубежом. Повесть-очерк «Технология чёрного рынка, или Крестьянское искусство голодать», написанная в конце 70-х, получила широкое распространение в «самиздате», а также была издана за рубежом, переведена на английский и итальянский языки, получила высокую оценку А. Солженицына, С. Довлатова и других противников советского режима. В начале 80-х были написаны и опубликованы на Западе эссе «Последняя надежда выжить. Размышления о советской действительности», «Ловушка (роман в четырёх письмах)», пьеса «Москва. Моление о чаше». Все эти произведения были инкриминированы автору как «эпизоды преступления», подпадающего под ст. 70 УК РСФСР.
После освобождения из лагеря написана документальная повесть «Я — особо опасный преступник» (премия имени Даля в Париже — 1989), ряд публицистических работ. В 1993—1996 гг. вёл постоянную рубрику «Заметки публициста» в парижском еженедельнике «Русская мысль». Впоследствии эти публикации составили книгу «Кусок истории. Заметки публициста», вышедшую в 2003 г. в издательстве РГГУ в Москве. В первое десятилетие 2000-х годов опубликованы в различных литературных журналах и вышли отдельными книгами романы «Играем Горького», «Негатив. Портрет художника в траурной рамке», «Евангелиди. Рукопись, найденная в сгоревшем доме», а также ряд повестей и рассказов. Дважды (2006, 2014) романы Л.Тимофеева входили в long list премии Русский Букер. В июне 2015 года в московском театре «У Никитских ворот» состоялась премьера спектакля «В ожидании звонка» (реж. М.Розовский) по пьесе Л. Тимофеева «Москва. Моление о чаше».

## Научная работа
Лев Тимофеев — один из пионеров изучения теневых, внелегальных экономических отношений в СССР и в постсоветской России. Организованный им Центр по изучению нелегальной экономической деятельности, работавший в структуре РГГУ (1996—2012), был уникальным научным начинанием. Центр провел целый ряд исследований и опубликовал ряд работ, заложивших теоретическую и методологическую основу для изучения нелегальных и девиантных экономик. Работа Л. Тимофеева «Общественный договор „ноль права собственности“ и теневой порядок» (Вопросы экономики. 1999. № 4) явилась своеобразным манифестом антикоммунизма и либерализма.
Книги «Институциональная коррупция» (М.: Изд-во РГГУ, 2000), экономико-социологическое исследование «Теневая Россия» (в соавторстве с И. Клямкиным) (М.: Изд-во РГГУ, 2000), «Наркобизнес. Начальная теория экономической отрасли» (М.: Изд-во РГГУ, 2003), учебник для вузов «Теневые экономические системы современной России» (М.: Изд-во РГГУ, 2008) заложили теоретические основы и предложили эффективный методологический инструментарий для анализа теневых, внелегальных, неформальных экономических отношений.

## Общественная деятельность
Лев Тимофеев — один из инициаторов и организаторов издания первых в СССР независимых, неподцензурных общественно-политических журналов «Гласность» (1987, совместно с С. Григорьянцем) и «Референдум» (1987—1990). Также по инициативе Л. Тимофеева в 1987 г. начал свою деятельность Пресс-клуб «Гласность», в который входили Лариса Богораз, Сергей Ковалёв, о. Глеб Якунин и другие видные деятели диссидентского движения. Пресс-клуб был заметным явлением общественной жизни Советского Союза «раннеперестроечной» поры, документы, заявления этой группы получали широкий резонанс в стране и в западных средствах массовой информации.
Наиболее значительной акцией Пресс-клуба стал Международный семинар по правам человека, проведённый в Москве в конце 1987 г. (см.: Л. Тимофеев. «Последний диссидент. Повесть в документах»). Впоследствии по инициативе Л. Тимофеева на основе Пресс-клуба «Гласность» была возобновлена деятельность Московской Хельсинкской группы. Л. Тимофеев и Л. Богораз стали её сопредседателями (1989—1994). В 1989—1994 гг. Л. Тимофеев избирался членом исполкома Международной Хельсинкской федерации. Баллотировался в депутаты Государственной Думы I созыва от «Демократической России». В середине 1990-х присоединился к Транснациональной радикальной партии. Будучи членом Русского ПЕН-Центра, Л. Тимофеев входил в исполком этой международной правозащитной писательской организации (1994—2014). Из-за несогласия с управленческими решениями клуба вышел из его состава в январе 2017 г.. В тот же примерно период и по тем же причинам организацию покинули Борис Акунин, Светлана Алексиевич, Людмила Улицкая,
Виктор Шендерович, Игорь Иртеньев, Владимир Войнович, Лев Рубинштейн и другие.
В марте 2014 года вместе с рядом других деятелей науки и культуры выразил своё несогласие с политикой российской власти в Крыму.

## Семья
- Жена — Экслер Наталья Евгеньевна (1940—2005).
- Дочери — Софья (р. 1973), Екатерина (р. 1980).

### На русском языке
- Исповедь. — М. : Время, 2022. — 298 с. — (Непрошедшее время).
- Пьесы. М, изд. И.Белый. 2021.
- Евангелиди. Рукопись, найденная в сгоревшем доме: роман // Дружба народов: журнал. — М., 2013. — № 5—6.
- Теневые экономические системы современной России: теория — анализ — модели : учебник для вузов. М.: РГГУ, 2008
- Русские поминки : [повести и рассказы]. — М.: Время, 2008.
- Негатив : портрет худож. в траурной рамке : роман . — М.: КоЛибри, 2006.
- Играем Горького… : роман. — М.: ОГИ, 2005.
- Наркобизнес: Начальная теория экономической отрасли : Позитивный подход. — М.: РГГУ, 2003. — 136 с.
- Кусок истории, 1993—1996 : Заметки публициста. — М.: РГГУ, 2003. — 576 с., 1 500 экз.
- Коррупционные схемы и перераспределение земли в сельском хозяйстве. — М.: РГГУ, 2002., 128 с.
- Теневая экономика и налоговые потери в сельском хозяйстве. — М.: РГГУ, 2000. — 96 с., 200 экз.
- Теневая Россия. Экономико-социологическое исследование / В соавт. с И. М. Клямкиным. — М.: РГГУ, 2000.
- Институциональная коррупция : Очерки теории. — М.: РГГУ, 2000. — 366 с., 1 500 экз.
- Десять тюремных молитв: [стихи] / [худож. Е. Герчук]. — М.: Весть, 1997. — 32 с.
- Евангелие от русских поэтов: [сборник] / сост. и изд. Л. Тимофеев; [худож. Е. Герчук]. — М. Минск, 1994, 128 с.
- Чёрный рынок как политическая система: Публицистическое исследование. — М. Вильнюс: VIMO, 1993—272 с., 5 000 экз.
- Я — особо опасный преступник. Одно уголовное дело. — М.; Минск: СП «Вся Москва»: Творч.-произв. центр «Полифакт», 1990. — 256 с., 100 000 экз.
- Моление о чаше. — Париж: La presse libre, 1989.
- Последняя надежда выжить. — Tenafly (N. J.): Эрмитаж, 1985.
- Тимофеев Л. М. Технология чёрного рынка, или Крестьянское искусство голодать. — Bayville NJ: Товарищество зарубежных писателей, 1982. — 129 p. Архивировано 7 мая 2019 года.

### На иностранных языках
- Kliamkine I., Timofeev L. La Russie de l’ombre. — Paris: Presses de la Cité, 2003.
- Kliamkin I., Timofiejew L. Szara strefa w Rosji. — Warszawa: Wydawnictwo Cyklady, 2003.
- Timofeyev L. Russia’s Secret Rulers. — New York: Alfred A. Knopf, 1992.
- Timofeïev L. (Réd.) Faut-il vraiment aider les russes? — Paris: Éd. Albin Michel S. A., 1991.
- Timofejew L. (Hrsg.) Wem man in Rußland helfen soll. — Stuttgart, Bonn: Burg Verlag, 1991.
- Timofeyev L. (Ed.) The Anti-Communist Manifesto. Whom to Help in Russia. — Bellevue, Washington: Free Enterprise Press, 1990.
- Timofeev L. Soviet Peasants (or: The Peasants’ Art of Starving). — New York: Telos Press Ltd., 1985.
- Timofeev L. Siamo uomini siamo vivi. — Milano: SugarCo Edizioni S.r.l., 1984.
- Timofeev L. L’arte del contadino di far la fame. — Bologna: Società editrice il mulino, 1983.